# Algorithme de Frank-Wolfe
L' algorithme de Frank-Wolfe permet de résoudre des problèmes d'optimisation pour des fonctions convexes. Il a été proposé pour la première fois par Marguerite Frank et Philip Wolfe en 1956. Le principe de fonctionnement est d'approximer à chaque itération une fonction par son développement en série de Taylor au premier ordre.

## Présentation du problème
On cherche à minimiser une fonction convexe {\displaystyle f} définie sur un espace vectoriel {\displaystyle D} ou une partie convexe de celui-ci.
On veut donc trouver {\displaystyle x} tel que {\displaystyle f(x)=\min\{f(y)|y\in D\}}.

## Algorithme
Initialisation : On initialise {\displaystyle x} avec une valeur aléatoire de {\displaystyle D} et {\displaystyle k=0}

Lancement de la boucle sur {\displaystyle k}
1. On cherche {\displaystyle s} tel que {\displaystyle \mathbf {s} ^{T}\nabla f(\mathbf {x} _{k})} est minimal  (On cherche le vecteur {\displaystyle s\in D} qui a le produit scalaire le plus faible avec {\displaystyle \nabla f(\mathbf {x} _{k})}  - donc qui va dans la direction la plus opposée.)
2. Classiquement, on utilise une variable {\displaystyle \gamma ={\frac {2}{2+k}}}
3. On met à jour {\displaystyle \mathbf {x} _{k+1}\leftarrow \mathbf {x} _{k}+\gamma (\mathbf {s} -\mathbf {x} _{k})}

## Utilisation
Cet algorithme est notamment utilisé pour l'apprentissage des réseaux de neurones comme le codage parcimonieux